# 瓜拉拉 (洪都拉斯)
瓜拉拉（西班牙語：Gualala），是洪都拉斯的城鎮，位於該國西北部，由聖巴巴拉省負責管轄，始建於1883年，面積72.4平方公里，海拔高度170米，2001年人口4,509，人口密度每平方公里62.28人。
15°01′N 88°014′W / 15.017°N 88.233°W